# Acremonium bacillisporum
Acremonium bacillisporum är en svampart som först beskrevs av Onions & G.L. Barron, och fick sitt nu gällande namn av W. Gams 1971. Acremonium bacillisporum ingår i släktet Acremonium, ordningen köttkärnsvampar, klassen Sordariomycetes, divisionen sporsäcksvampar och riket svampar.   Inga underarter finns listade i Catalogue of Life.